# Rathaus (Prudnik)

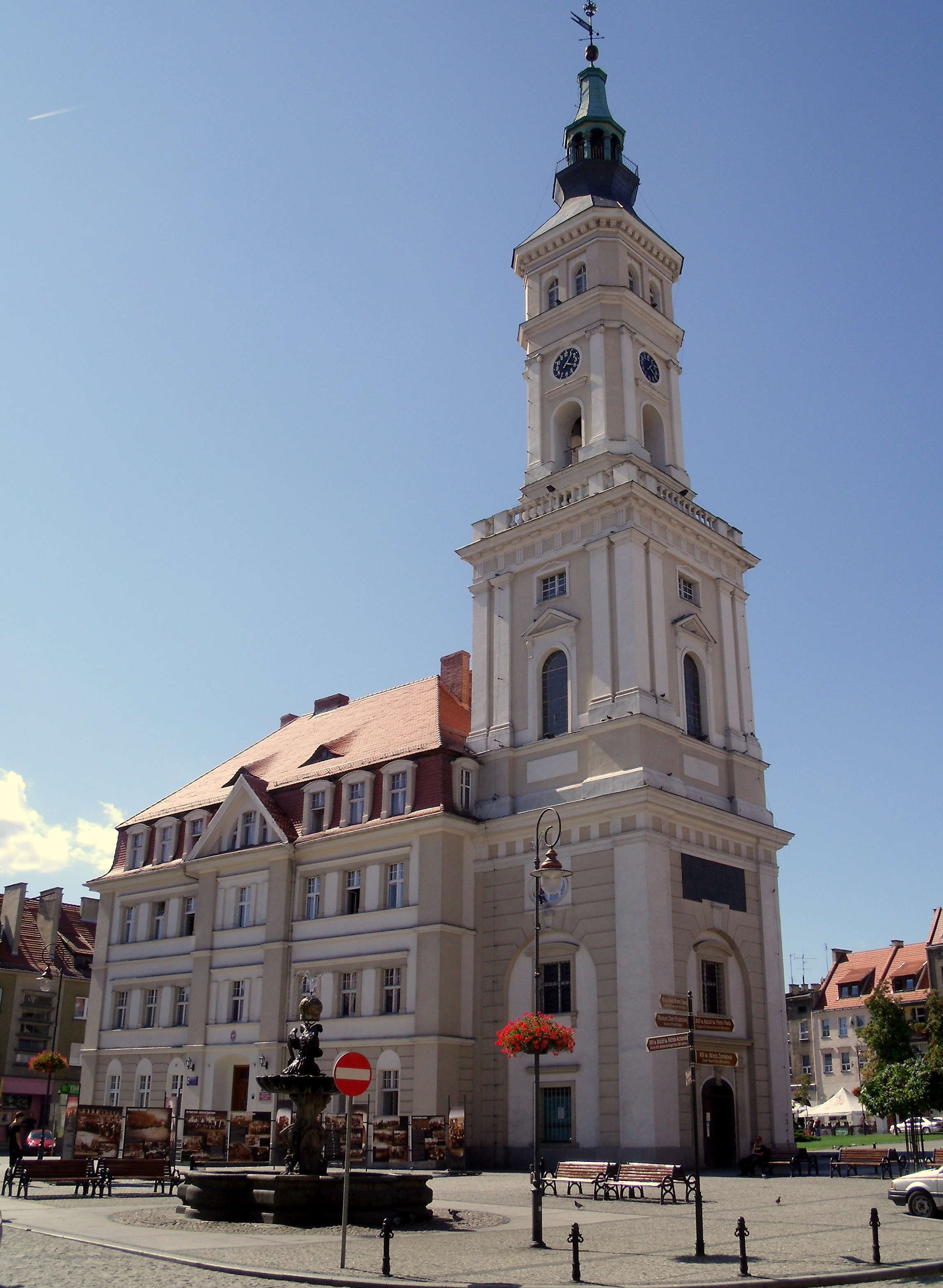
Rathaus

Das Rathaus (poln. Ratusz) im oberschlesischen Prudnik (Neustadt O/S) steht in der Mitte des Ringes (Rynek). Neben dem Rathaus steht die Mariensäule, die Nepomukstatue und ein Brunnen aus dem Jahr 1696.

## Geschichte

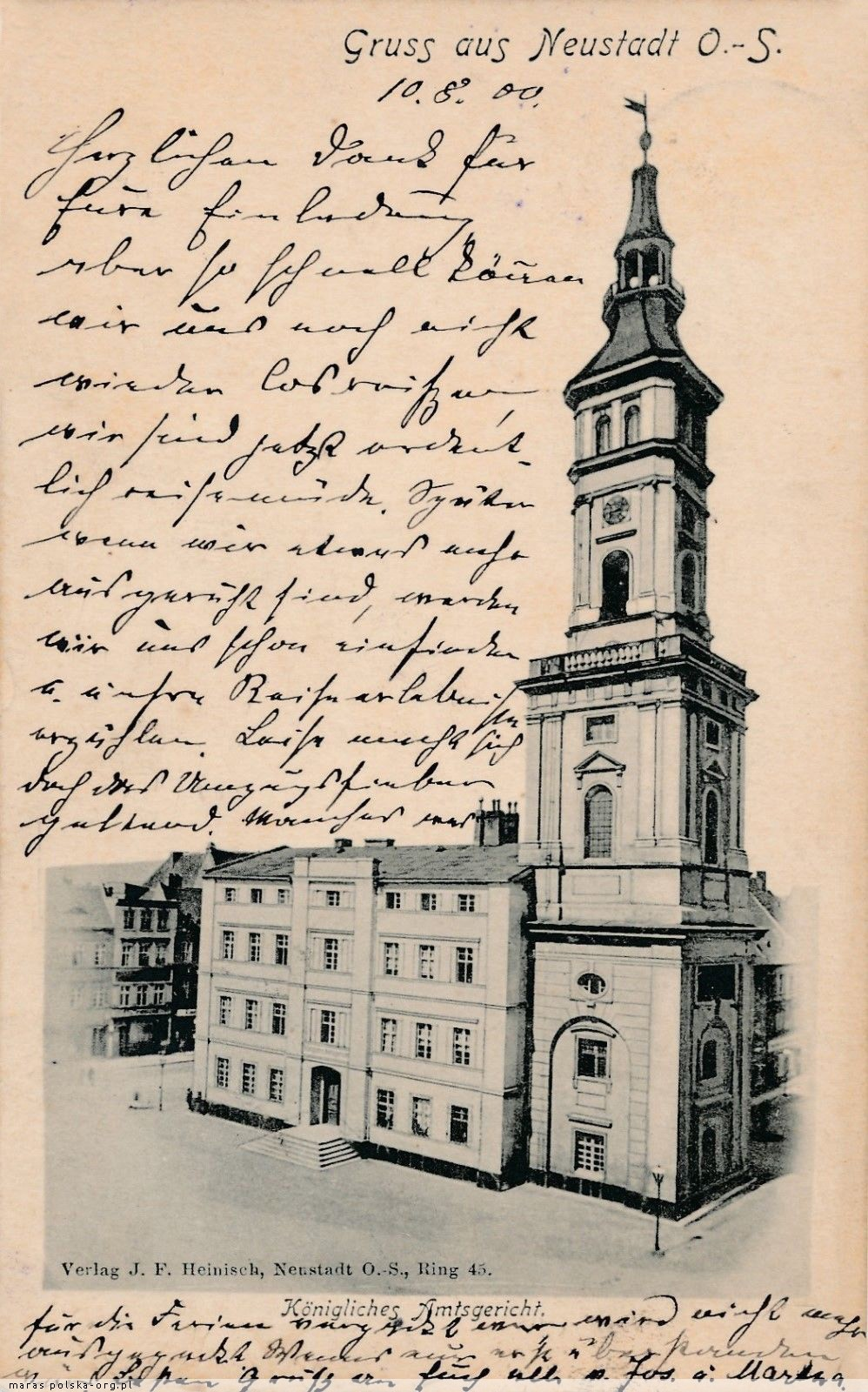
Aufnahme des Rathauses vor dem Umbau 1894–1896

Das erste Rathaus in Prudnik, vermutlich aus Holz gebaut, wurde 1627 von den Schweden niedergebrannt. Das nächste Gebäude hatte Barockcharakter und wurde 1650, 1653, 1735 und 1779 zerstört. 1782 erfolgte ein Neubau unter dem Architekten Thomas aus Schweidnitz. In den Jahren 1840–1842 wurde das Gebäude um einanderthalb Geschosse aufgestockt. 1856 wurde der Turm erhöht und im Stil des Klassizismus umgebaut. Zwischen 1894 und 1896 erfolgte ein weiterer Umbau und Ausbau des Rathauses im klassischen Stil.
Im Zweiten Weltkrieg erlitt, trotz der großflächigen Zerstörung der Stadt und der Häuser am Ring, das Gebäude keine Zerstörung. Nach der Besetzung der Stadt durch die Rote Armee während der Schlacht von Prudnik am 17. März 1945 versteckten sich 12 polnische Partisanen im Rathaus, welche wahrscheinlich Soldaten der Polnische Heimatarmee waren.
Seit 1958 steht das Rathaus unter Denkmalschutz.

## Architektur
Das dreigeschossige Rathausgebäude besitzt ein flaches, giebelbekrönten Mittelrisalit sowie ein Mansardwalmdach. Die Fassade des Gebäudes ist gegliedert durch Lisenen und Gesims. Der 63 m hohe Rathausturm, an der Nordseite des Gebäudes gelegen, dominiert das Ortsbild der Stadt Prudnik. Dieser wurde im Stil des Klassizismus erbaut und ist bekrönt mit einer geschweiften Haube mit einer oktogonalen Laterne.

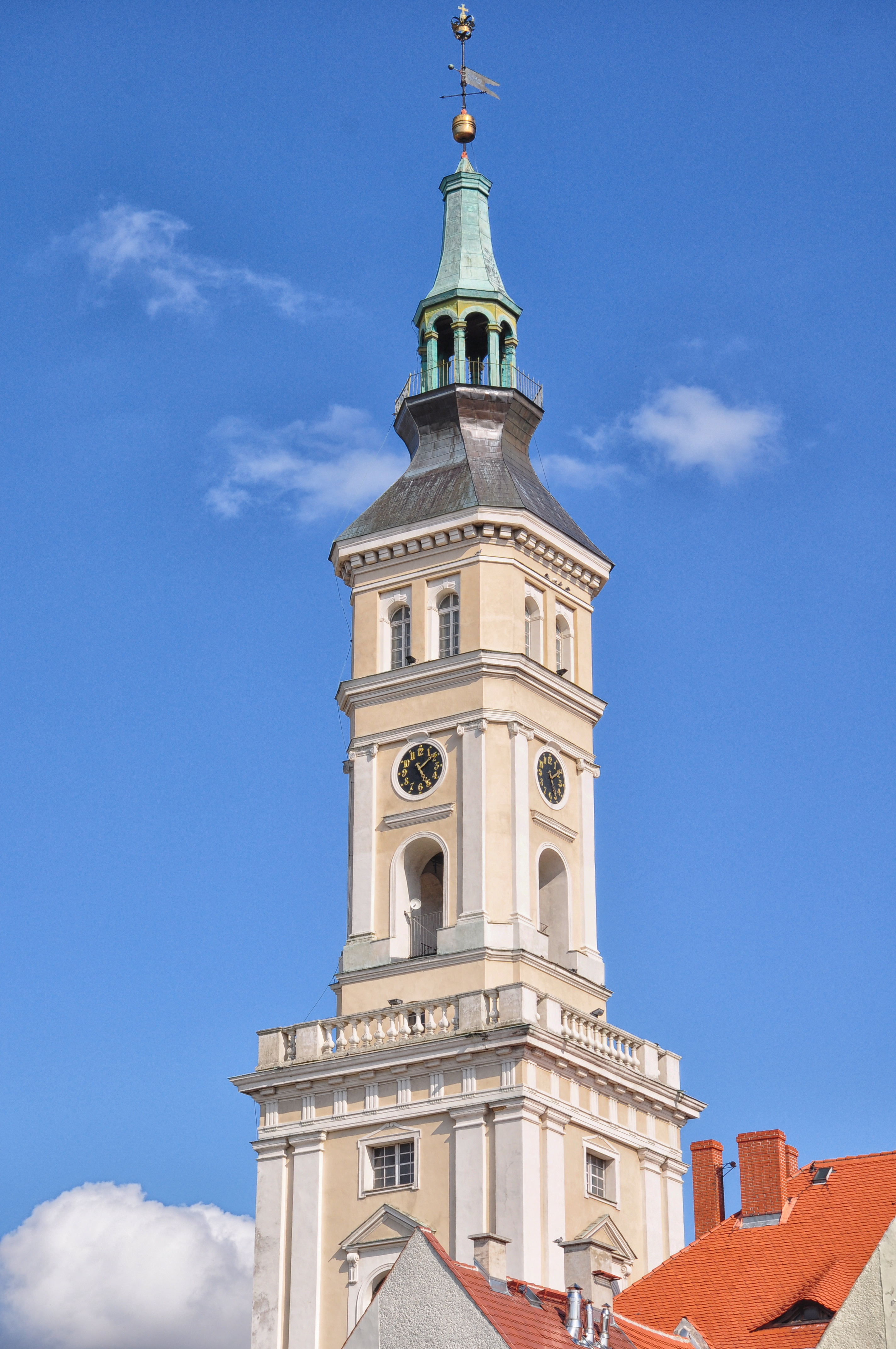
Detailaufnahme Rathausturm
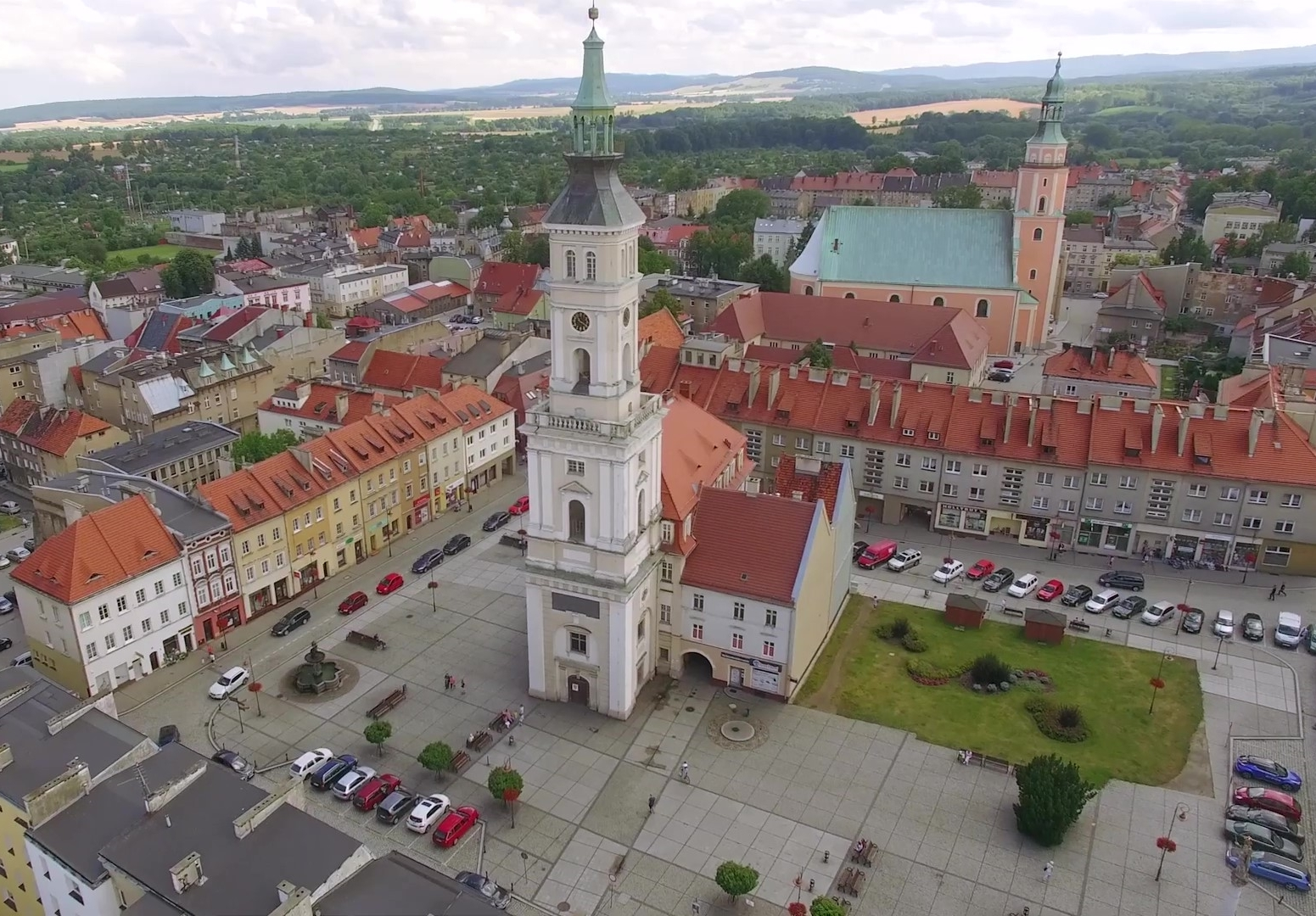
Luftansicht Rathaus mit Ring
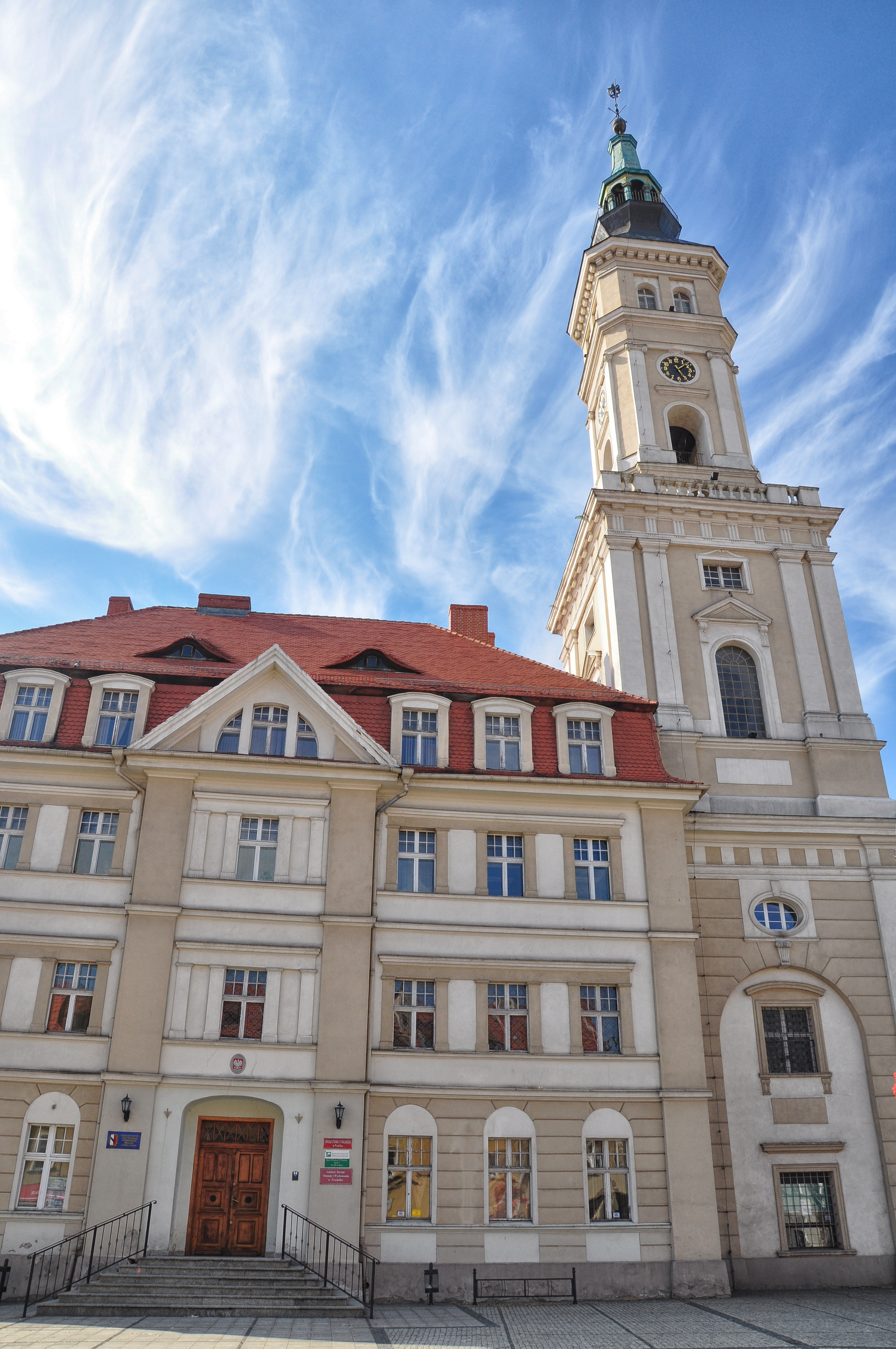
Detailaufnahme Vorderansicht
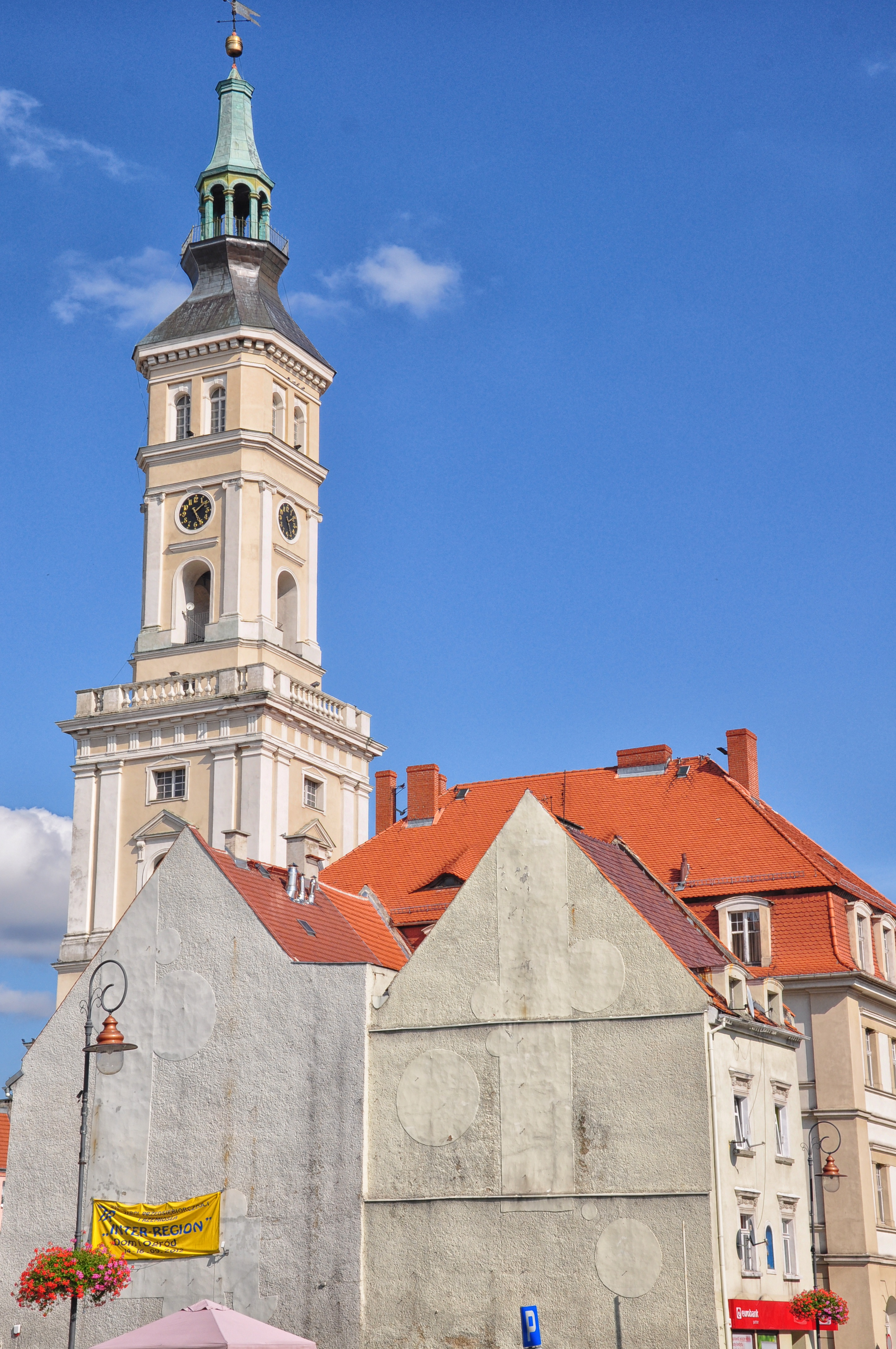
Rückansicht